# Kunene (région)
Pour les articles homonymes, voir Kunene.
Cet article concerne l'unité administrative namibienne postérieure à l'indépendance. Pour l'unité administrative antérieure à l'indépendance, voir Kaokoland. Pour écorégion, voir Kaokoveld.

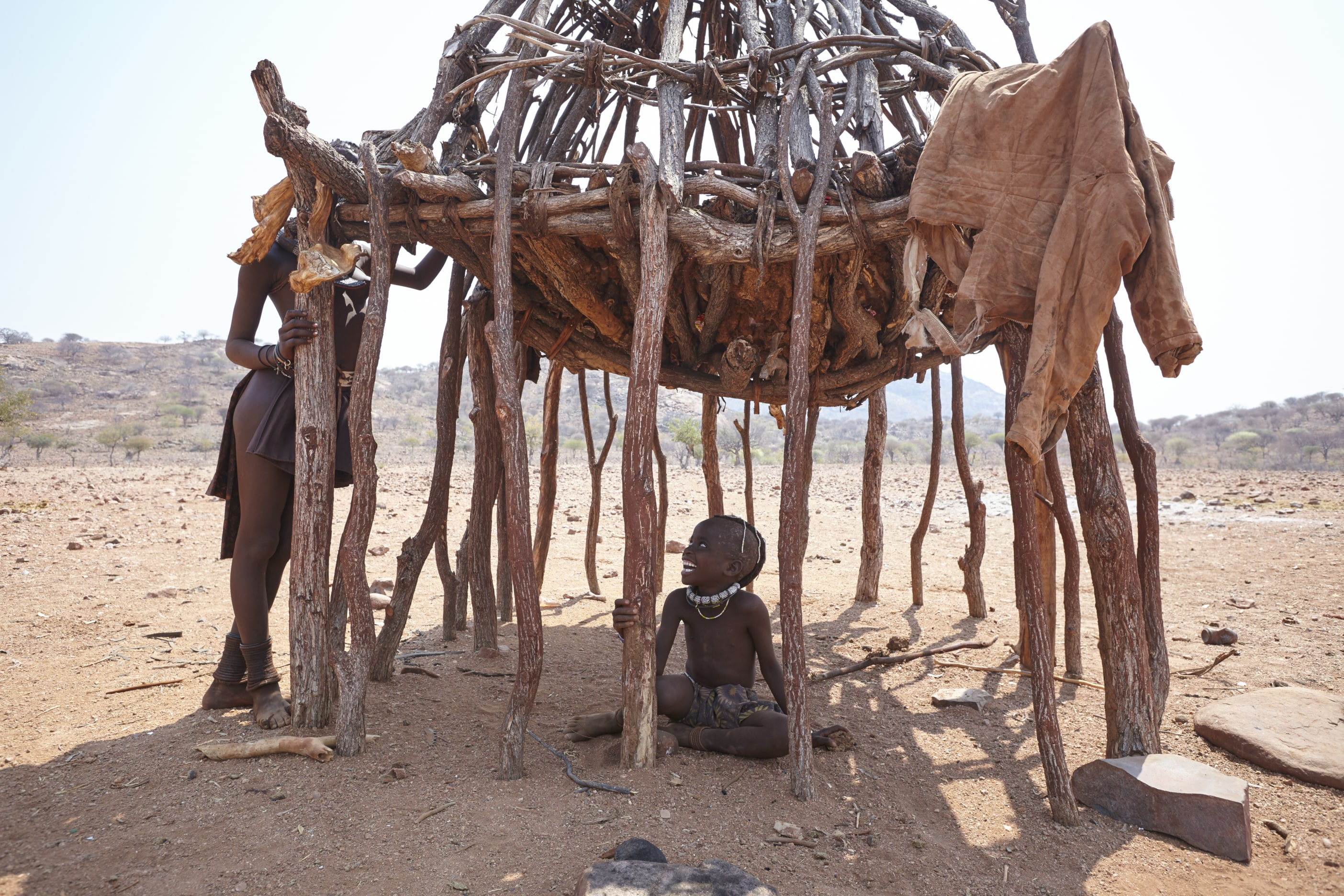
Stockage des céréales à Okapare.

Kunene (parfois appelé Kaokoland) est l'une des quatorze régions administratives de la Namibie. Sa capitale est Opuwo, et son gouverneur Marius Sheya. Le nom de la région vient du fleuve Kunene, qui forme la frontière nord avec l'Angola. Outre la capitale Opuwo, la région comprend la municipalité de Outjo, la ville de Khorixas et le village autogéré de Kamanjab. Le Kunene abrite le peuple Himba, une sous-tribu des Héréro. En 2020, Kunene comptait 58 548 électeurs inscrits.
La limite occidentale du Kunene est constituée par les côtes de l'océan Atlantique. Au nord, il est bordé par la province angolaise de Namibe. Dans la partie la plus orientale de sa bordure septentrionale, il est bordé par la province angolaise de Cunene. Sur le plan intérieur, il est limitrophe des régions suivantes :
- Omusati - nord-est, à l'ouest d'Oshana ;
- Oshana - nord-est, entre Omusati et Oshikoto ;
- Oshikoto - nord-est ;
- Otjozondjupa - est ;
- Erongo - sud.

## Politique
Kunene comprend sept circonscriptions :
- Epupa ;
- Kamanjab (en) ;
- Khorixas (en) ;
- Opuwo Rural (en) ;
- Opuwo Urban (en) ;
- Outjo (en) ;
- Sesfontein (en).

Kunene est l'une des rares régions que le parti au pouvoir en Namibie, l'Organisation du peuple du Sud-Ouest africain (SWAPO), ne domine pas. Auparavant, la rivalité était principalement avec le Front démocratique uni (UDF), mais récemment, d'autres partis ont obtenu de bons résultats dans les circonscriptions de Kunene. En novembre 2008, des militants et des hommes politiques de la SWAPO ont appelé à s'organiser pour « détruire » le gouvernement de l'UDF à Kunene. La SWAPO a également affirmé que l'UDF et l'Alliance démocratique de la Turnhalle (DTA) « sabotaient » les initiatives du gouvernement local dans la région en raison de leur incompétence.
La bataille autour du projet de barrage d'Epupa dans la circonscription d'Epupa, près de la frontière avec l'Angola, est au cœur de la politique de la région de Kunene. Les chefs d'entreprise basés à Opuwo, qui sont pour la pluparat des Ovambo, ont formé la Kaoko Development League qui soutient le projet de barrage. Celui-ci apporterait un développement économique à une grande partie de la région mais interférerait avec le mode de vie traditionnel des Himba qui résident dans la région. Une rivalité de longue date existe entre la SWAPO et les Himba.

### Scrutins nationaux
Lors des élections générales de 2004 (en) pour l'Assemblée nationale de Namibie, les électeurs de la région de Kunene ont soutenu de nombreux partis. L'UDF a obtenu le plus grand nombre de voix avec 22,19 % du total national des voix du parti dans la région.

### Scrutins régionaux
Les seuls membres du 3e Conseil national de Namibie (en) – créé par des nominations de chaque conseil régional – qui n'étaient pas membres de la SWAPO ont été choisis par le Conseil régional de Kunene. Ces conseillers étaient Sebastian Ignatius !Gobs (en) de l'UDF et Ngohauvi Lydia Kavetu (en) de la DTA.
Lors des élections régionales de 2015 (en), la SWAPO a obtenu 46 % du total des voix (élections régionales de 2010 (en) : 42 %) et a remporté cinq des sept circonscriptions, les deux autres étant remportées par la DTA. Ces deux circonscriptions, Epupa et Opuwo Rural, sont les seules remportées par la DTA dans toute la Namibie. Lors des élections régionales de 2020, la SWAPO obtient 34 % des voix et ne remporte que la circonscription d'Outjo (en). Le Mouvement démocratique populaire (PDM, le nouveau nom de la DTA) et l'UDF remportent chacun trois circonscriptions.

### Gouverneurs
Themistokles Dudu Murorua (en), membre de l'UDF, a été nommé gouverneur de la région de Kunene en 2005. Il a ensuite été remplacé par Joshua ǁHoebeb. À la suite des élections générales de 2014 et de la victoire de la SWAPO dans la région, Angelika Muharukua a été nommée gouverneure, jusqu'à son décès en 2017, remplacée par Marius Sheya.

## Santé
Le choléra est un problème majeur dans la région de Kunene, en particulier près de la frontière avec l'Angola. En décembre 2008, alors que l'épidémie de choléra au Zimbabwe a causé la mort de centaines de personnes, une épidémie similaire, mais distincte, se déclare à Epupa, au nord de la région de Kunene. Au 19 décembre, 3 personnes étaient décédées et 29 étaient tombées malades. En mai 2008, une quinzaine de personnes sont également mortes du choléra.

## Droits humains
En février 2012, les chefs traditionnels Himba publient deux déclarations distinctes à l'intention de l'Union africaine et du HCDH des Nations unies.
La première, intitulée « Déclaration des Ovahimba, Ovatwa, Ovatjimba et Ovazemba les plus touchés contre le barrage d'Orokawe dans les monts Baynes » expose les objections des chefs et des communautés régionales Himba qui résident près de la rivière Kunene.
La seconde, intitulée « Déclaration des chefs traditionnels Himba du Kaokoland en Namibie » énumère les violations des droits civils, culturels, économiques, environnementaux, sociaux et politiques perpétrées par le gouvernement de Namibie (GoN).
En septembre 2012, le rapporteur spécial des Nations unies sur les droits des peuples autochtones a rendu visite aux Himba et a entendu leurs préoccupations concernant le fait qu'ils n'ont pas d'autorités traditionnelles reconnues et qu'ils sont placés sous la juridiction des chefs des tribus dominantes voisines, qui prennent des décisions au nom de communautés minoritaires. Selon lui, la non-reconnaissance des chefs traditionnels est, conformément au droit namibien, liée à la non-reconnaissance des terres communales des tribus autochtones minoritaires.
Le 23 novembre 2012, des centaines d'Himba et de Zemba de la région d'Omuhonga et d'Epupa manifestent à Okanguati contre le projet du gouvernement de construire un barrage sur le Kunene dans les monts Baynes (en), contre l'augmentation des opérations minières sur leurs terres ancestrales et contre les violations des droits de l'homme dont ils sont victimes.
Le 25 mars 2013, plus d'un millier de personnes Himba et Zemba manifestent à nouveau, cette fois à Opuwo, pour protester contre les violations des droits de l'homme qu'ils subissent en Namibie. Ils expriment leur frustration face au fait que leurs chefs traditionnels ne sont pas reconnus comme « autorités traditionnelles » par le gouvernement namibien, que la Namibie projette de construire le barrage d'Orokawe dans les monts Baynes sur le Kunene sans consulter les Himba qui ne consentent pas aux plans de construction, que l'éducation est culturellement inappropriée, que des parties de leurs terres traditionnelles sont illégalement clôturées, qu'ils n'ont pas de droits fonciers sur le territoire sur lequel ils vivent depuis des siècles, et qu'ils s'opposent à la mise en œuvre de la loi de 2002 sur la réforme des terres communales.

## Économie et infrastructure

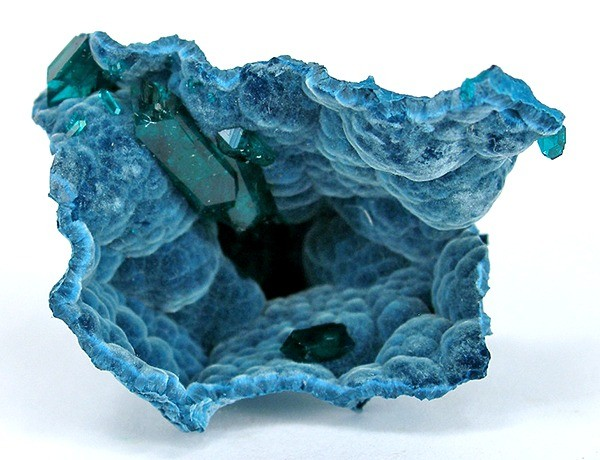
Dioptase (vert clair) et Shattuckite (bleu), Plateau de Kaokoveld, Kunene

Comparé au reste de la Namibie, le Kunene est relativement sous-développé. Cela est dû à la géographie montagneuse rendant la région peu accessible et à la sécheresse qui entrave considérablement l'agriculture.
En 2012, la société chinoise Namibia East China Non-Ferrous Investments a exploré la région de Kunene et y a découvert un gisement de 2,37 milliards de tonnes de minerai de fer, suffisant pour les 100 prochaines années. Un gisement de cobalt est en cours d'exploitation par Gecko Opuwo Cobal.
Kunene compte 60 écoles pour un total de 20 332 élèves.

## Démographie

### Recensement de 2001
Selon le recensement de la population et du logement de 2001 en Namibie, la population de Kunene s'élève à 68 735 habitants (34 237 femmes et 34 487 hommes, soit 101 hommes pour 100 femmes), avec un taux de croissance annuel de 1,9 %. Le taux de fécondité était de 4,7 enfants par femme. 25 % des habitants vivaient dans des zones urbaines et 75 % dans des zones rurales, et avec une superficie de 115 293 km2, la densité de population était de 0,6 hab./km2. Par âge, 15 % de la population avait moins de 5 ans, 26 % entre 5 et 14 ans, 48 % entre 15 et 59 ans, et 7 % 60 ans et plus. La population était répartie en 12 489 ménages, d'une taille moyenne de 5,3 personnes. 40 % des ménages étaient dirigés par une femme, tandis que 60 % étaient dirigés par un homme. Parmi les personnes âgées de 15 ans et plus, 52 % ne s'étaient jamais mariées, 12 % s'étaient mariées avec un certificat, 17 % s'étaient mariées traditionnellement, 12 % s'étaient mariées par consentement mutuel, 2 % étaient divorcées ou séparées, et 4 % étaient veuves.
Les langues les plus couramment parlées à la maison étaient le héréro (42 % des ménages) et le khoïkhoï (36 %). Pour les 15 ans et plus, le taux d'alphabétisation était de 57 %. En termes d'éducation, 51 % des filles et 49 % des garçons âgés de 6 à 15 ans allaient à l'école, et parmi ceux âgés de plus de 15 ans, 45 % avaient quitté l'école, 9 % étaient actuellement scolarisés et 41 % n'avaient jamais été scolarisés. En 2001, le taux d'emploi de la population active (56 % des 15 ans et plus) était de 77 %, avec un taux de chômage de 23 %. Parmi les personnes âgées de 15 ans et plus qui ne font pas partie de la population active (24 %), 19 % étaient des étudiants, 56 % des personnes au foyer et 25 % des retraités, des personnes trop âgées ou des personnes appartenant à d'autres catégories. Selon l'enquête sur la main-d'œuvre de 2012, le taux de chômage dans la région de Kunene s'élevait à 27 %. Les deux études ne sont pas comparables d'un point de vue méthodologique.

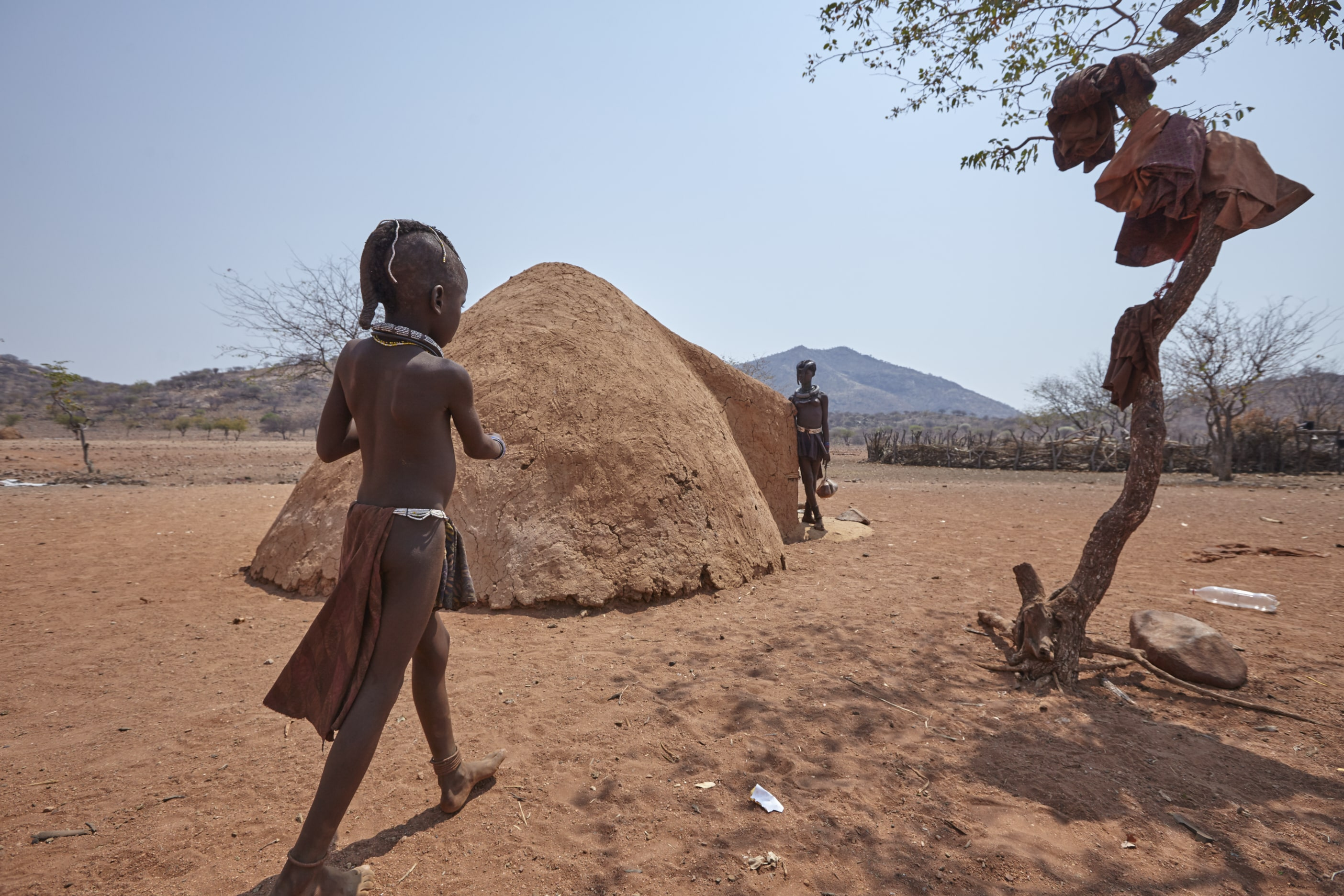
Hutte en terre à Okapare

Parmi les ménages, 73 % disposaient d'une eau potable, 66 % n'avaient pas de toilettes, 22 % avaient l'électricité pour s'éclairer, 72 % avaient accès à la radio, et 81 % avaient du bois ou du charbon de bois pour cuisiner. En ce qui concerne les principales sources de revenus des ménages, 35 % proviennent de l'agriculture, 37 % des salaires et traitements, 7 % des envois de fonds, 7 % des activités commerciales ou non agricoles, et 10 % des pensions.
Pour 1 000 naissances vivantes, il y a eu 49 décès d'enfants de sexe féminin et 61 de sexe masculin. L'espérance de vie à la naissance était de 57 ans pour les femmes et de 50 ans pour les hommes. Parmi les enfants de moins de 15 ans, 2 % avaient perdu leur mère, 5 % leur père et 1 % étaient orphelins de père et de mère. 5 % de l'ensemble de la population souffrait d'un handicap, dont 18 % de surdité, 35 % de cécité, 16 % de troubles de la parole, 18 % de handicaps des mains, 27 % de handicaps des jambes et 5 % de handicaps mentaux.

### Recensement de 2011
Selon le recensement de la population et du logement de 2011, Kunene comptait 86 856 habitants (43 253 femmes et 43 603 hommes, soit 101 hommes pour 100 femmes), avec un taux de croissance annuel de 2,3 %. Le taux de fécondité était de 4,9 enfants par femme. 26 % des habitants vivaient dans des zones urbaines et 74 % dans des zones rurales. Avec une superficie de 115 293 km2, la densité de population était de 0,8 hab./km2. Par âge, 17 % de la population avait moins de 5 ans, 25 % entre 5 et 14 ans, 51 % entre 15 et 59 ans, et 7 % 60 ans et plus. La population était répartie en 18 495 ménages, d'une taille moyenne de 4,6 personnes. 40 % des ménages étaient dirigés par une femme, tandis que 60 % étaient dirigés par un homme. Parmi les personnes âgées de 15 ans et plus, 56 % ne s'étaient jamais mariées, 13 % s'étaient mariées avec un certificat, 18 % s'étaient mariées traditionnellement, 8 % s'étaient mariées par consentement mutuel, 2 % étaient divorcées ou séparées, et 3 % étaient veuves.
Les langues les plus couramment parlées au sein des foyers étaient le héréro (47 % des ménages) et le khoïkhoï (32 %). Pour les 15 ans et plus, le taux d'alphabétisation était de 65 %. En termes d'éducation, 51 % des filles et 49 % des garçons âgés de 6 à 15 ans allaient à l'école, et parmi ceux âgés de plus de 15 ans, 50 % avaient quitté l'école, 9 % étaient actuellement scolarisés et 37 % n'avaient jamais fréquent l'école. En 2011, le chômage au sein de la population active (67 % des 15 ans et plus) était de 36 %. Pour les 15 ans et plus ne faisant pas partie de la population active (24 %), 31 % étaient des étudiants, 30 % des personnes au foyer et 31 % des retraités, des personnes trop âgées ou d'autres catégories Selon l'enquête sur la population active de 2012, le taux de chômage dans la région de Kunene s'élevait à 27 %. Les deux études ne sont pas comparables d'un point de vue méthodologique.